# 黒姫駅
黒姫駅（くろひめえき）は、長野県上水内郡信濃町大字柏原にある、しなの鉄道北しなの線の駅である。

## 歴史
- 1888年（明治21年）5月1日：柏原駅（かしわばらえき）として開業[1][5]。
- 1907年度（明治40年度）駅西側より森林鉄道（御巣鷹林道）が開設[6]
- 1927年（昭和2年）2月8日：大雪のため車両2両が旅客列車入換時に駅構内で脱線[7]。
- 1968年（昭和43年）10月1日：黒姫駅に改称[1]。
- 1984年（昭和59年）
  - 1月15日：貨物の取り扱いを廃止[8]
  - 2月1日：荷物扱い廃止[8]。
- 1987年（昭和62年）4月1日：国鉄分割民営化により、東日本旅客鉄道（JR東日本）の駅となる[5]。
- 2015年（平成27年）
  - 2月28日：この日をもって、KIOSK、立ち食いそば店が閉店[9][10]。
  - 3月14日：北陸新幹線金沢延伸開業に伴い、しなの鉄道に移管され、業務委託駅となる[10]。そば店が同社直営で再開[9]。
  - 10月末：そば店休業[9]。
  - 11月28日：業務委託先の「信濃町振興局」がそば店再開[9]。
- 2026年（令和8年）春季：交通系ICカード「Suica」利用サービス開始（予定）[11]。

### 信越本線当時
JR東日本の信越本線であった当時、御代田駅から当駅までが長野支社管轄で、妙高高原・直江津方面は新潟支社管内となる境界の駅であった。2005年までは冬季に運行される大阪駅始発のシュプール号の終着駅でもあった。
当駅から新井駅（現在はえちごトキめき鉄道妙高はねうまラインの駅）までは特に雪の多い地域であり、この区間が運休となった場合は2番線で長野‐黒姫間の折り返し運転を実施していた。
移管直前まで直営駅（駅長配置）であり、管理駅として古間駅を管理していた。またみどりの窓口設置駅であった。

## 駅構造
ホームを2面3線有する地上駅で簡易委託駅である。出札窓口はかつてみどりの窓口として営業していたが、移管時にマルス端末は撤去されている。1番線と2・3番線ホームは跨線橋で連絡している。駅舎北側には駅南北を連絡する自由通路がある。駅に併設されて信濃町観光案内所（運営：（一社）信州しなの町観光協会）が設けられている。
なお、当駅には発車ベルの設備がある。

### のりば
| 番線 | 路線        | 方向           | 行先           |
| ---- | ----------- | -------------- | -------------- |
| 1    | ■北しなの線 | 上り           | 長野方面       |
| 2    | ■北しなの線 | （予備ホーム） | （予備ホーム） |
| 3    | ■北しなの線 | 下り           | 妙高高原方面   |

- 2017年9月現在、2番線を発着する定期列車はない。
- 以前は1・2番線の間に機回し線があったが撤去されている。長野寄りには転車台が設けられているが使用を停止している[2]。

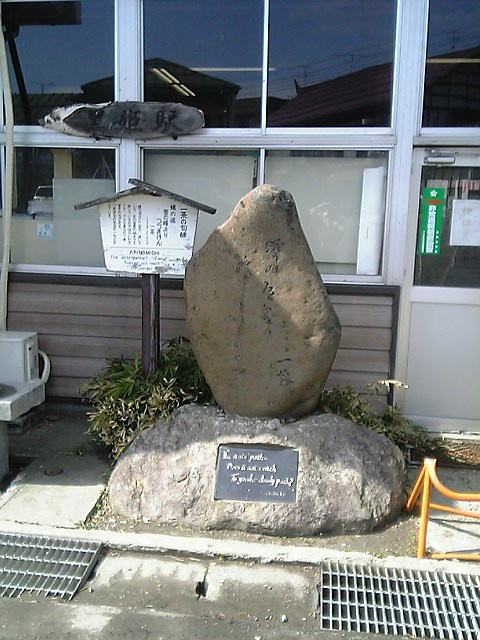
駅前にある小林一茶の歌碑（2006年4月）
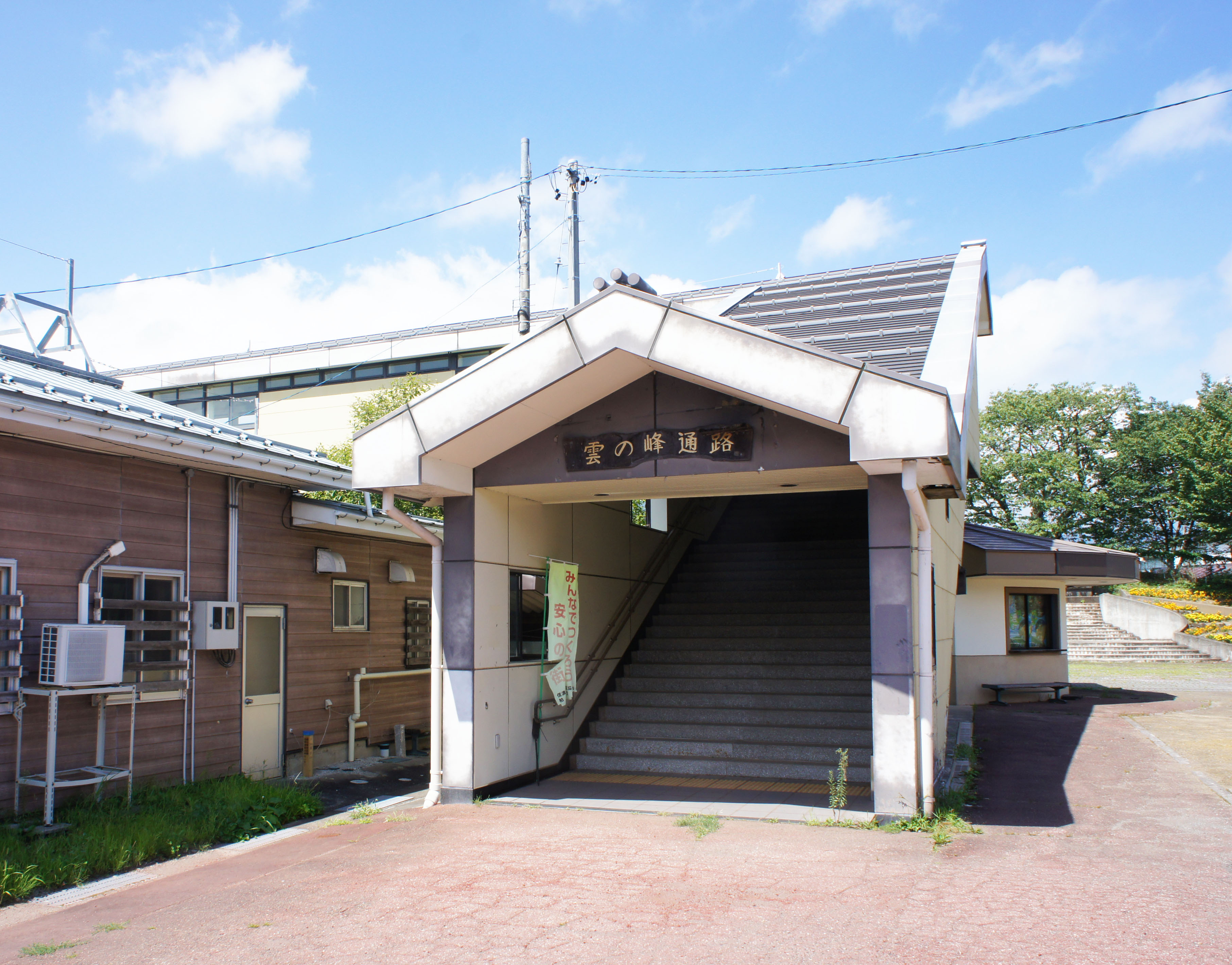
南北自由通路（2021年8月）
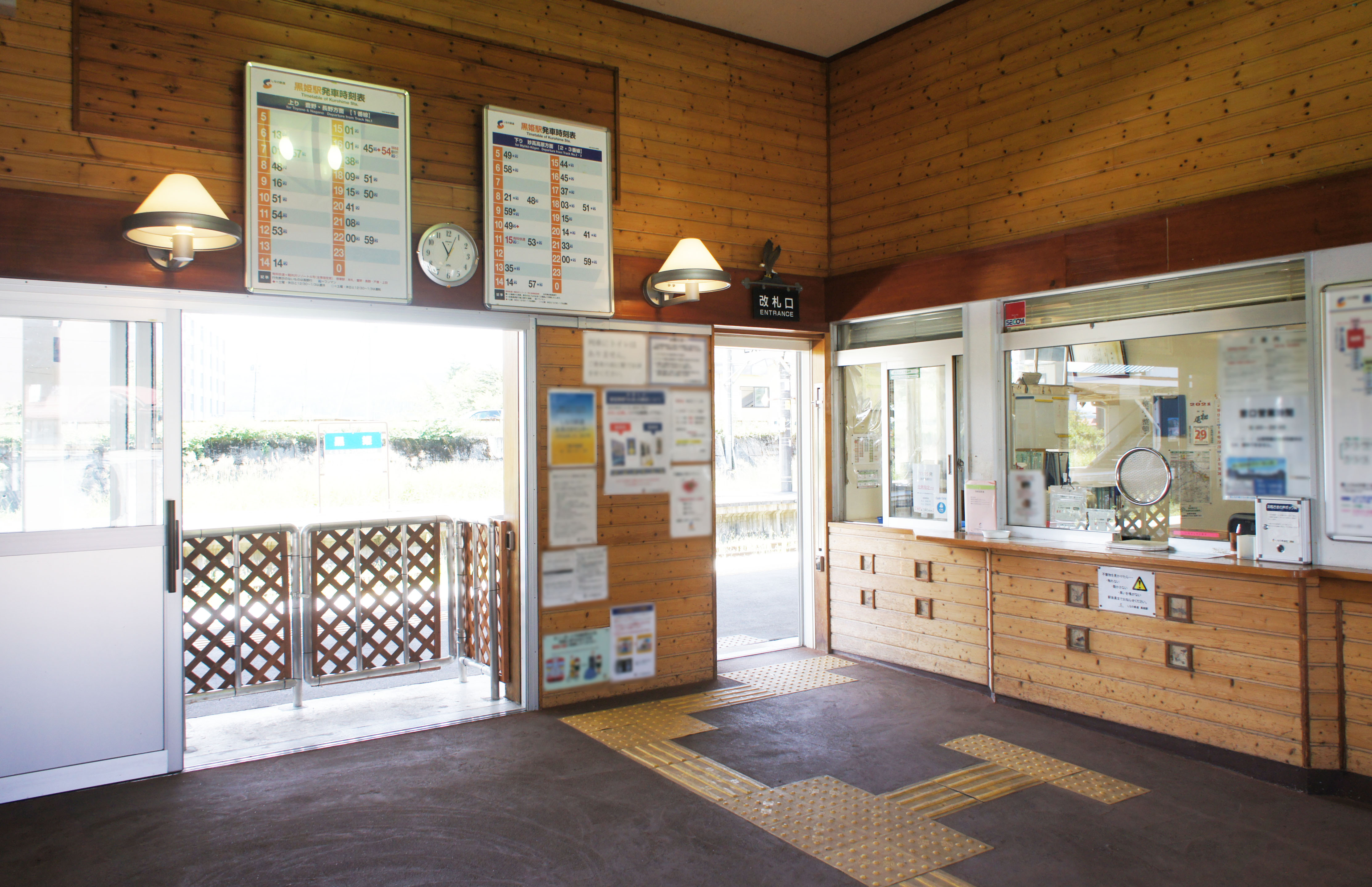
改札口（2021年8月）
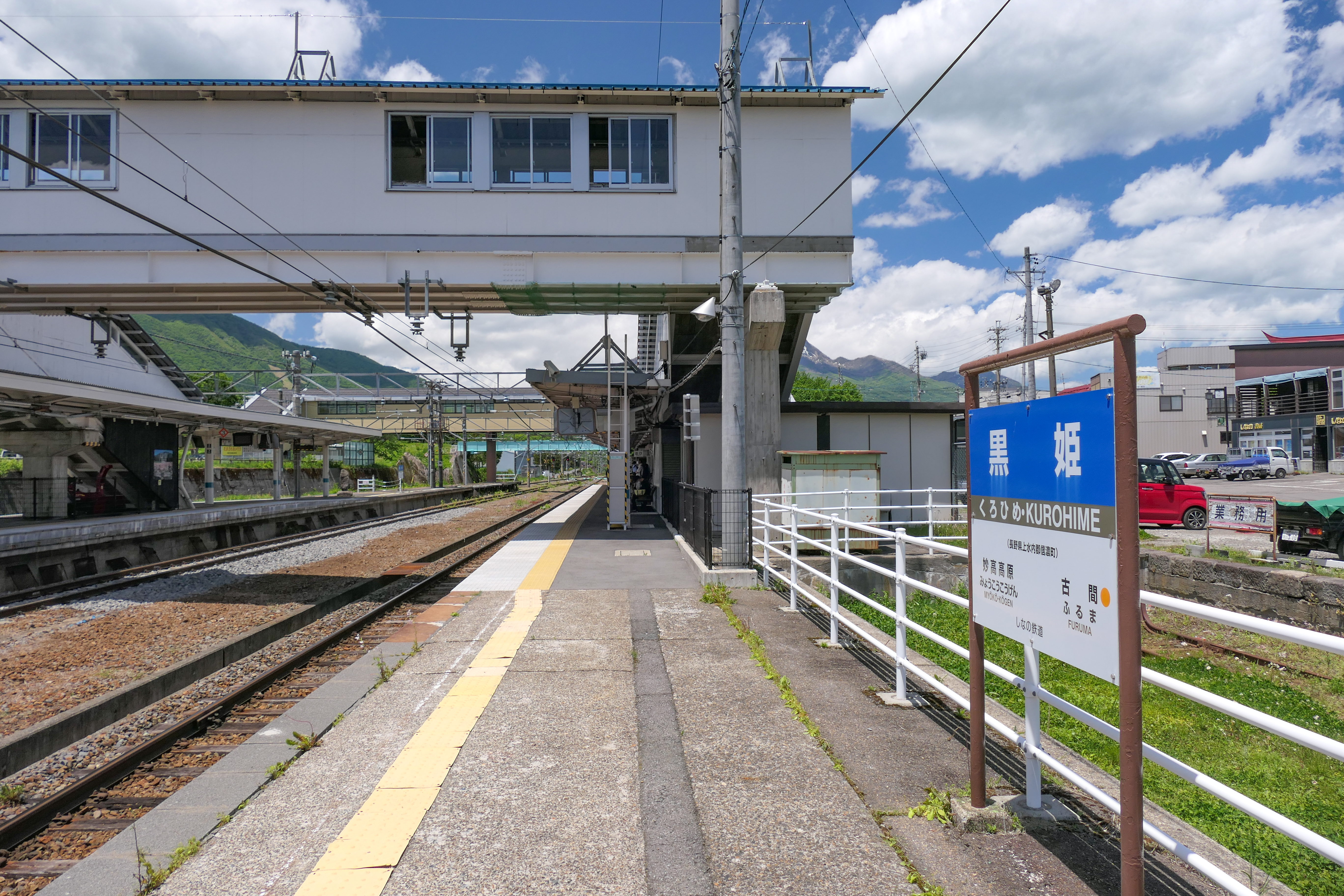
1番線ホーム（2022年5月）
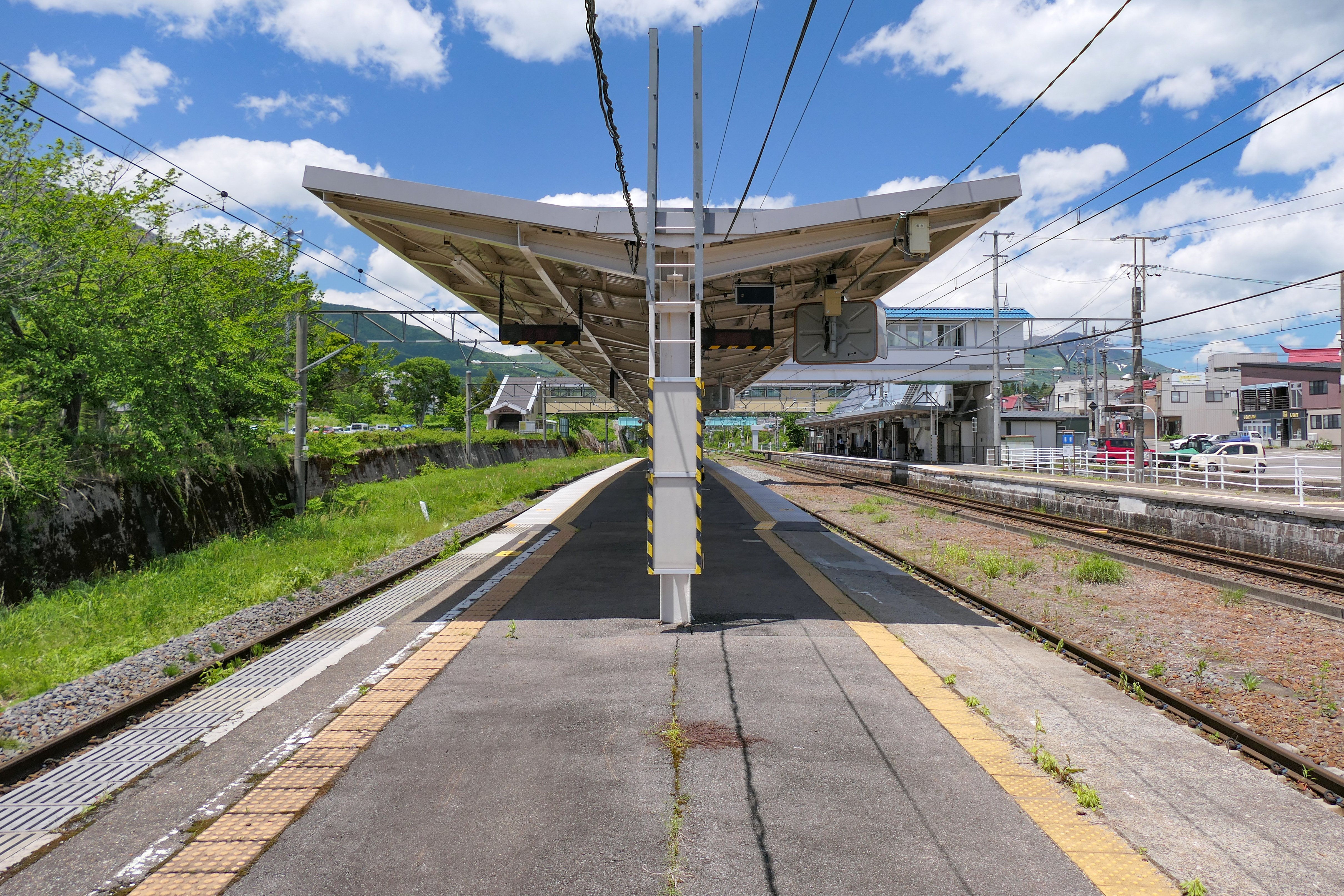
2・3番線ホーム（2022年5月）
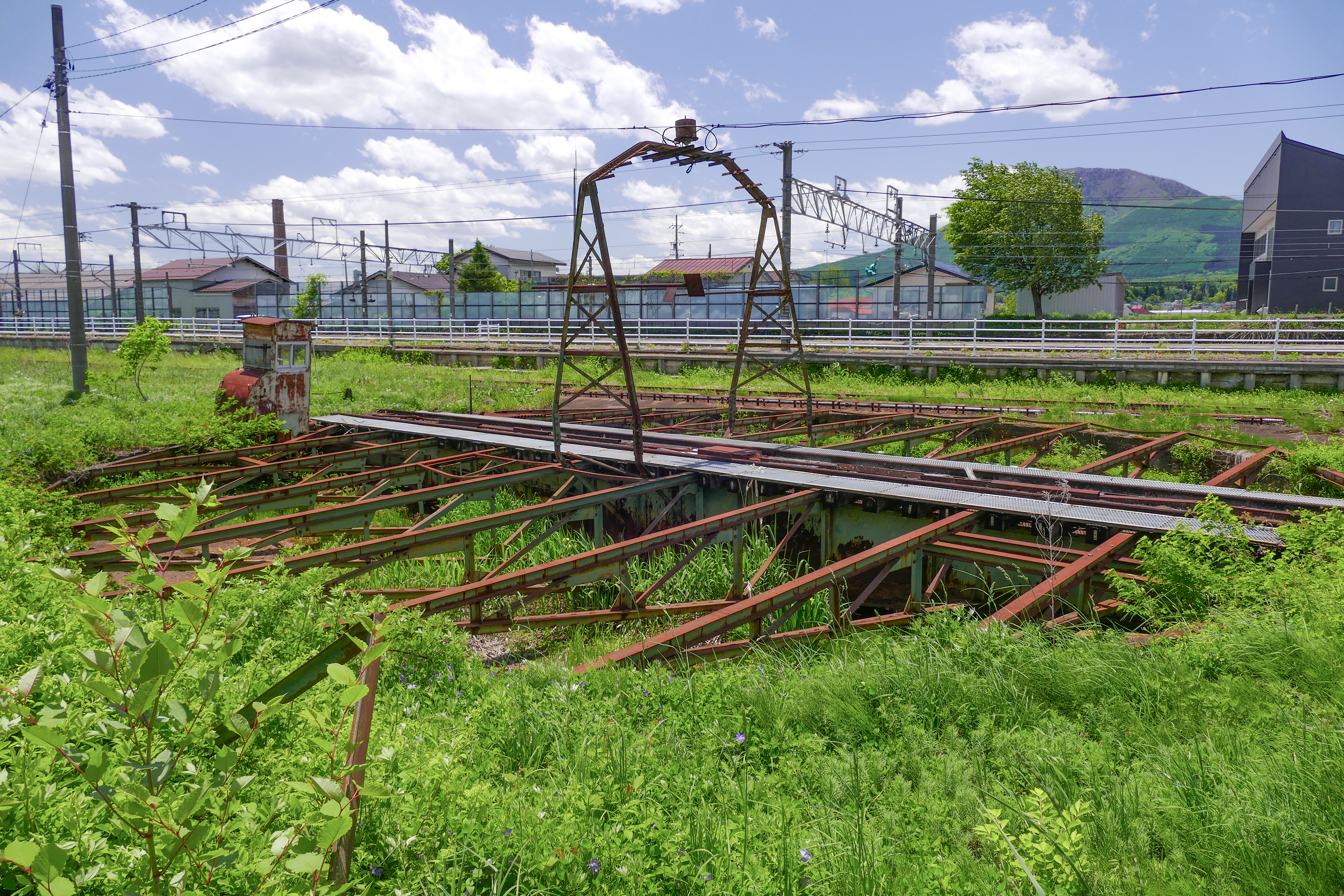
転車台（2022年5月）

## 利用状況
「長野県統計書」によると、2020年度（令和2年度）の1日平均乗車人員は195人である。
2000年度（平成12年度）以降の推移は以下のとおりである。なお、2000年度（平成12年度）- 2014年度（平成26年度）の統計はJR東日本時代のものである。また、2014年度（平成26年度）と2015年度（平成27年度）の統計は非公表である。
| 乗車人員推移       | 乗車人員推移     | 乗車人員推移 |
| 年度               | 1日平均 乗車人員 | 出典         |
| ------------------ | ---------------- | ------------ |
| 2000年（平成12年） | 743              | [ JR東 1 ]   |
| 2001年（平成13年） | 693              | [ JR東 2 ]   |
| 2002年（平成14年） | 643              | [ JR東 3 ]   |
| 2003年（平成15年） | 585              | [ JR東 4 ]   |
| 2004年（平成16年） | 541              | [ JR東 5 ]   |
| 2005年（平成17年） | 533              | [ JR東 6 ]   |
| 2006年（平成18年） | 494              | [ JR東 7 ]   |
| 2007年（平成19年） | 469              | [ JR東 8 ]   |
| 2008年（平成20年） | 465              | [ JR東 9 ]   |
| 2009年（平成21年） | 425              | [ JR東 10 ]  |
| 2010年（平成22年） | 418              | [ JR東 11 ]  |
| 2011年（平成23年） | 398              | [ JR東 12 ]  |
| 2012年（平成24年） | 388              | [ JR東 13 ]  |
| 2013年（平成25年） | 389              | [ JR東 14 ]  |
| 2014年（平成26年） | 非公表           |              |
| 2015年（平成27年） | 非公表           |              |
| 2016年（平成28年） | 285              | [ 長野県 2 ] |
| 2017年（平成29年） | 288              | [ 長野県 3 ] |
| 2018年（平成30年） | 270              | [ 長野県 4 ] |
| 2019年（令和元年） | 273              | [ 長野県 5 ] |
| 2020年（令和02年） | 195              | [ 長野県 1 ] |

## 駅周辺
- 小円山公園
  - 一茶記念館[1]
  - 一茶の墓
- 信濃町役場[1]
- JAながの 信濃町支所
- 信濃町郵便局
- 八十二銀行 信濃町支店
- 新井信用金庫 黒姫支店
- 野尻湖 - バス約10分[1]
- 黒姫高原スノーパーク[1]
- 長野県道119号杉野沢黒姫停車場線
- 長野県道36号信濃信州新線
- 国道18号

## バス路線
駅前から長電バス・信濃町新交通バス・タングラムバスが発着している。
黒姫駅停留所（東口）
- 長電バス
  - 国道線：黒姫高原 / いこいの家 / 飯綱病院
  - 観光シャトルバス：野尻湖 / 黒姫童話館
- 信濃町新交通バス
  - 2：熊坂
  - 3：高沢
  - 2・3：信濃小中学校
  - 4：長水
  - 5：石橋東
  - 6：高山
  - 7：土橋
- タングラムバス
  - 黒姫駅 - タングラム斑尾線：野尻湖・タングラム斑尾

黒姫駅西口停留所
- 信濃町新交通バス
  - 8：信濃小中学校 / 黒姫保養地

## 隣の駅
しなの鉄道
■北しなの線
- 特別快速「軽井沢リゾート号」停車駅

■普通（長野駅から快速となる列車含む）
古間駅 - 黒姫駅 - 妙高高原駅

### 記事本文